# Stadio Hrvatski vitezovi
Lo stadio Hrvatski vitezovi (in italiano "stadio dei cavalieri croati") è il principale impianto calcistico di Dugopolje.
È il terreno di casa della squadra del NK Dugopolje.